# De día y de noche
De día y de noche és una pel·lícula mexicana dirigida per Alejandro Molina i produïda per Roberto Garza, que a través d'un relat de ciència-ficció, evoca els conflictes que habiten en la societat actual, en les principals i més grans ciutats del món. La superpoblació, la falta de recursos i les divisions socials que aquests problemes comporten són alguns dels temes que es toquen en aquest llargmetratge. Aquesta pel·lícula és protagonitzada per Sandra Echeverría i Manuel Balbi.

## Sinopsi
Quan la superpoblació del planeta impossibilita la convivència, el govern decideix dividir a la ciutadania a través d'un enzim implantat en l'ADN de la gent, perquè els seus cossos siguin regulats per la llum solar i la foscor de la nit, convertint-los a uns en habitants del dia i de la nit a uns altres.

## Personatges
- Sandra Echeverría ... Aurora
- Manuel Balbi ... Urbano
- Richie Mestre ... Tauro
- Marius Biegai ... Doctor
- Gala Montes
- Mara Cuevas

## Producció
Fou estrenada al Festival Internacional de Cinema de Morelia del 2010. En la LIII edició dels Premis Ariel fou nominada als millors efectes visuals. També fou nominada al premi Nueva Visión al Festival Internacional de Cinema de Santa Bárbara.